# Moritz Loewit
Moritz Loewit (* 17. Oktober 1851 in Prag; † 8. Oktober 1918 in Innsbruck) war ein österreichischer Pathologe und Hochschullehrer.

## Leben
Moritz Loewit war jüdischer Abstammung und ein Sohn des Prager Großkaufmanns Wolf Loewit (1814–1866) und dessen Ehefrau Henriette Östreicher (1818–1861) und wuchs mit seinen Geschwistern Josef (* 1846), Ludwig (* 1848), Leonore (* 1850), Richard (* 1854) und Ottokar (* 1857) auf.
1889 heiratete er Sidonie Frenkl, mit der er einen Sohn und eine Tochter hatte.
Nachdem er 1877 in Prag zum Dr. med. promovierte, war er bis 1879 Assistenzarzt an der Medizinischen Klinik der Deutschen Universität Prag. In dem neu errichteten Institut für Allgemeine und experimentelle Pathologie  erhielt er 1880 eine Assistentenstelle bei Philipp Knoll. Nachdem er mehrere wissenschaftliche Beiträge verfasst hatte, wurde ihm 1882 die Lehrberechtigung für allgemeine und experimentelle Pathologieerteilt. Neben Gustav Gaertner erhielt er 1887 einen Lehrstuhl an der Medizinischen Fakultät Innsbruck und erhielt dort drei Jahre später eine  Professur. Seine Ernennung war – im Gegensatz zu anderen Wissenschaftlern jüdischer Abstammung – nicht von antisemitischen Tönen oder gar von Protesten begleitet. 
Er war in den Studienjahren 1892/93-1893/94 und 1896/97 Senator der Medizinischen Fakultät und deren Dekan in den Jahren 1895/96, 1902/03 und 1910/11.
Seine spätere Arbeitsausrichtung wurde weitgehend bestimmt durch das Interesse an experimentellen Forschungen, das er während seiner Studienzeit am Physiologischen Institut Prag bei Professor Ewald Hering entdeckte.
Durch sein geschwächtes Sehvermögen – hervorgerufen durch ständiges Mikroskopieren – musste er sich der Immunologie zuwenden und konnte  mit seinem Assistenten Gustav Bayer nachweisen, dass bei Tieren „echter Diabetes“ nur nach Entfernung des Pankreas entsteht. 
Wegen des Ersten Weltkrieges konnte er sein Ziel, ein umfassendes Lehrbuch über allgemeine Pathologie zu verfassen, nicht verwirklichen.
1893 konvertierte er zum Katholizismus.
Eine längere Krankheit (Arteriosklerose mit Thrombosen und schweren Folgezuständen) führten zu seinem Tod.

## Schriften
- Über 120 Beiträge in Fachzeitschriften/-büchern
- Mitwirkung an der von Josef Moeller erstellten „Real-Encyclopädie“ (Abschnitt Pathologie)

## Öffentliche Ämter
- Korrespondierendes Mitglied der Universität Perugia
- Korrespondierendes Mitglied der Gesellschaft zur Förderung der deutschen Wissenschaft

## Auszeichnungen
- Hofrat